# Bohumil Jahoda
Bohumil Jahoda, někdy též Bohuš Jahoda, (11. června 1910, Bystřice pod Hostýnem – 23. prosince 1969, Zlín) byl český sochař. Působil též jako medailér, návrhář hraček a designér strojů a nástrojů.

## Život
Vystudoval vysokou školu uměleckoprůmyslovou a akademii výtvarného umění u profesora Kafky v Praze. Pracoval ve Studijním ústavě ve Zlíně. Tvořil též pro firmy Baťa a Fatra Napajedla.

## Dílo
Jeho dílo je možné nalézt ve Zlíně, Bystřici pod Hostýnem i v dalších obcích v kraji, kde plastikami a reliéfy vyzdobil několik veřejných budov.
Vedle toho sepsal i knihu Estetika v průmyslu.

### Zlín
Je autorem bronzové sochy Koželuh před zlínským hotelem Moskva. Vytvořil také několik uměleckých náhrobků na Lesním hřbitově ve Zlíně, kde je i pohřben.

### Bystřice pod Hostýnem
Pro Bystřici vytvořil sochu děvčete, která je umístěna ve škole, a dále též sochu valašského děvčete, Schwaigrovu a Krumpholcovu pamětní desku pro dům na náměstí či pamětní medaile k 600. výročí založení města.

## Galerie

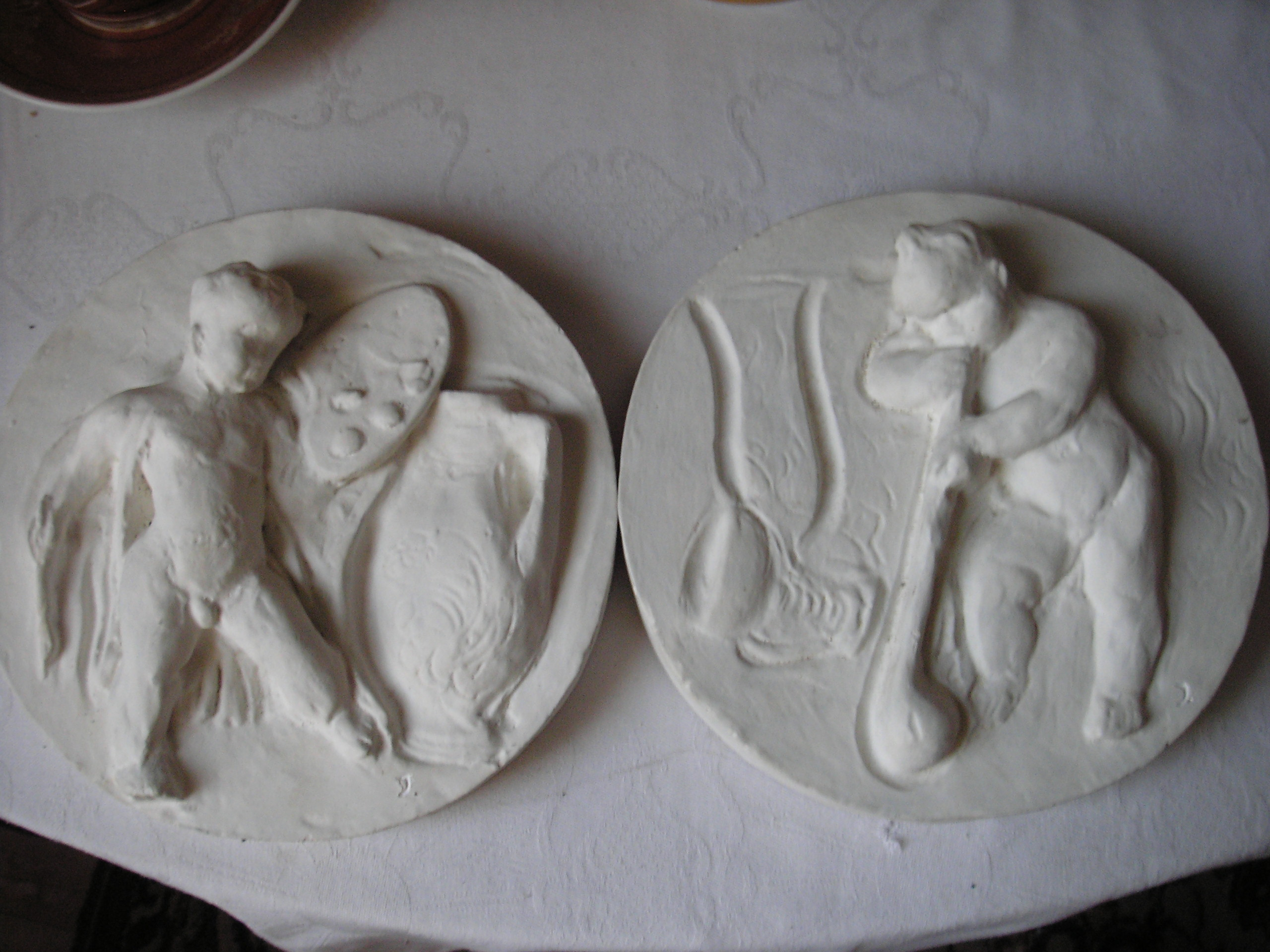
Plastiky Bohumila Jahody
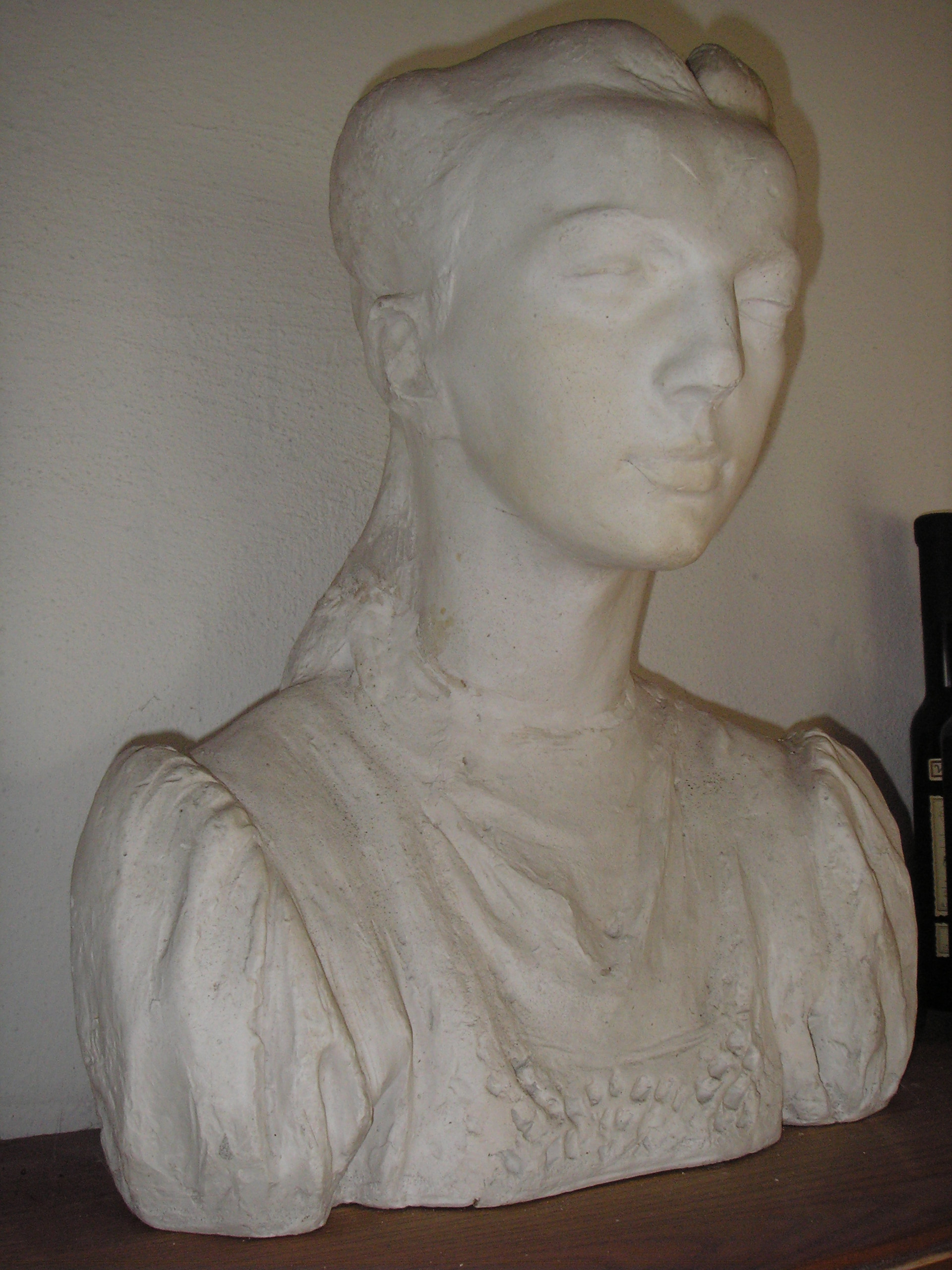
Valašské děvče – busta od Bohumila Jahody
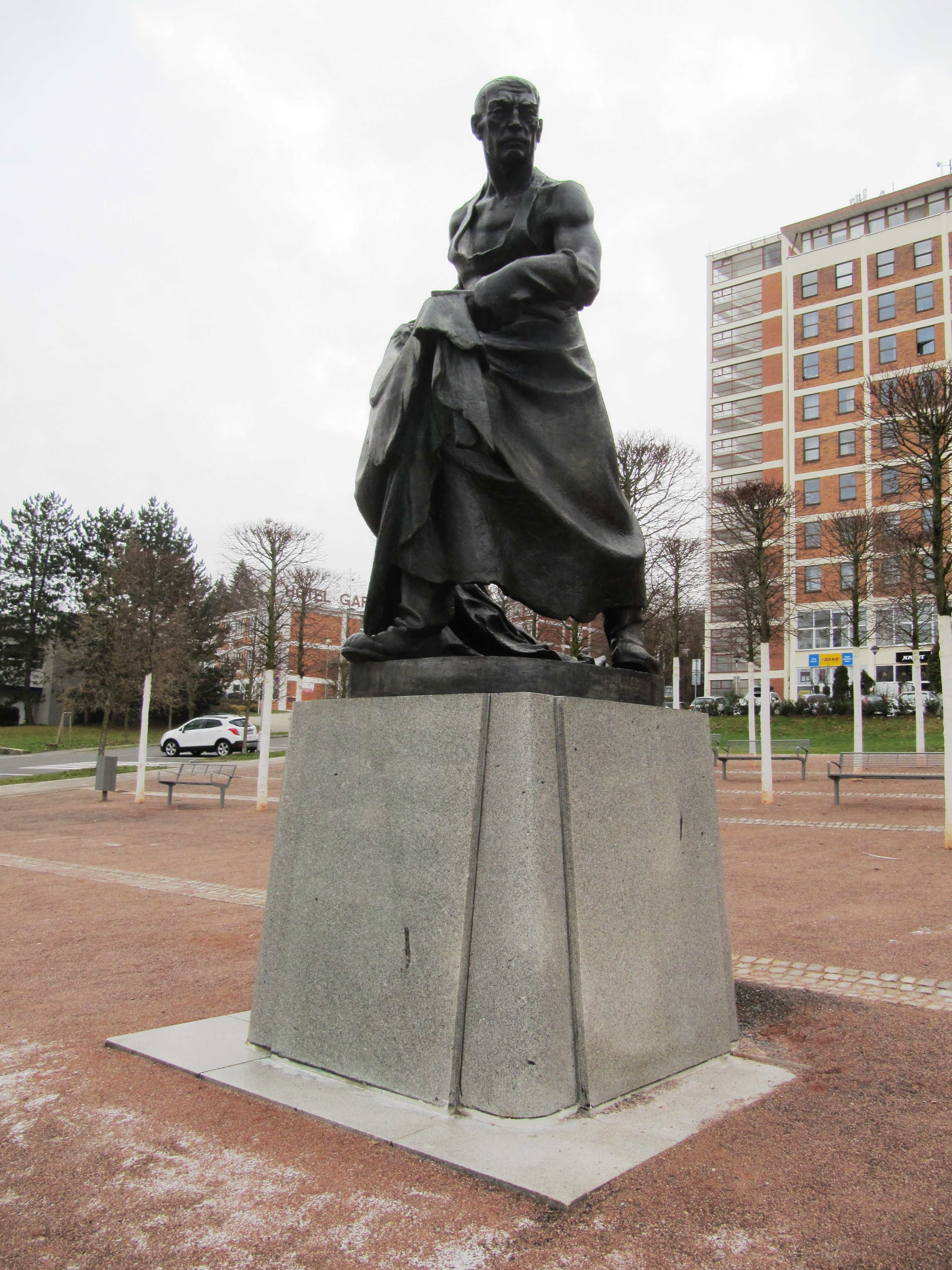
Socha Koželuha na náměstí Práce ve Zlíně